# Travel (EP)
Travel es el décimo EP del grupo femenino surcoreano Mamamoo. Fue lanzado por RBW el 3 de noviembre de 2020 y distribuido por Kakao M. Contiene seis canciones, incluyendo los sencillos principales «Dingga» y «Aya».

## Antecedentes y lanzamiento
El 13 de noviembre de 2019, Mamamoo lanzó su segundo álbum de estudio de larga duración titulado Reality in Black. El álbum se convirtió en el trabajo más vendido del grupo hasta la fecha, y su sencillo «Hip» se convirtió en un éxito comercial. La canción alcanzó el Top 5 en el Gaon Digital Chart y se mantuvo en el Top 10 durante 13 semanas. Después de que concluyeron las promociones para el álbum, el director ejecutivo de RBW, Kim Do-hoon, anunció que el grupo se centraría principalmente en actividades en solitario durante el 2020.
Moonbyul lanzó el EP Dark Side of The Moon el 14 de febrero de 2020. Una reedición del EP titulado Moon fue lanzado el 29 de mayo de 2020. Solar hizo su debut en solitario con el sencillo «Spit It Out» el 23 de abril de 2020. Hwasa realizó un remix de la canción «Physical» de la cantautora británica Dua Lipa y luego lanzó su propio EP titulado María el 25 de junio de 2020. El lanzamiento incluyó la canción «Twit» previamente lanzada y el sencillo principal «María». La canción fue un éxito en Corea y pasó 16 semanas consecutivas en el Top 10 del Gaon Digital Chart. Una semana antes del lanzamiento del EP, Hwasa sufrió una hernia de disco lumbar y detuvo las promociones del EP.
En agosto de 2020, Hwasa se unió al elenco del programa Hangout With Yoo de la cadena Munhwa Broadcasting Corporation. En el programa, se convirtió en miembro del supergrupo Refund Sisters junto con Uhm Jung-hwa, Lee Hyori y Jessi . Su sencillo debut «Don't Touch Me» alcanzó la cima de las listas digitales de Gaon.
El 6 de octubre de 2020 se anunció el nuevo EP de Mamamoo, además de su título, la portada y su fecha de lanzamiento, a través de las cuentas oficiales de sus redes sociales. El lanzamiento promocional se anunció el 11 de octubre y constço de dos sencillos y varios avances de imágenes y vídeos. El 20 de octubre, el sencillo de prelanzamiento «Dingga» fue lanzado a los minoristas digitales y plataformas de transmisión, junto con un vídeo musical.
El EP completo se lanzó a minoristas físicos y digitales y plataformas de transmisión el 3 de noviembre de 2020. Se lanzó simultáneamente un vídeo para el segundo sencillo, «Aya». El mismo día, Mamamoo protagonizó una transmisión de televisión de una hora de duración titulada Monologue en la estación de cable Mnet. La transmisión contó con varias presentaciones del grupo, intercaladas con monólogos de las miembros, siendo esto uno de los premios que el grupo ha recibido por ganar el programa de competencia Queendom el año anterior.

## Lista de canciones
| CD / Descarga digital |                     |                                      |                                   |                              |          |  |
| N.º                   | Título              | Letras                               | Música                            | Arreglo                      | Duración |  |
| 1.                    | «Travel»            | Kim Do-hoon, Park Woo-sang, Moonbyul | Kim Do-hoon, Park Woo-sang        | Kim Do-hoon, Park Woo-sang   | 3:32     |  |
| 2.                    | «Dingga» (딩가딩가) | Kim Do-hoon, Park Woo-sang, Moonbyul | Kim Do-hoon, Park Woo-sang, Hwasa | Kim Do-hoon, Park Woo-sang   | 2:59     |  |
| 3.                    | «Aya»               | Kim Do-hoon, Lee Sang, Moonbyul      | Kim Do-hoon, Lee Sang, Moonbyul   | Kim Do-hoon, Lee Sang, Minky | 3:31     |  |
| 4.                    | «Chuck» (척)        | Kim Do-hoon, TENTEN, Moonbyul        | Kim Do-hoon, TENTEN               | TENTEN                       | 3:17     |  |
| 5.                    | «Diamond»           | Kim Eana, Park Woo-sang              | Kim Do-hoon, Park Woo-sang        | Kim Do-hoon                  | 2:40     |  |
| 6.                    | «Good Night» (잘자) | Jeon Dawoon, Coco Tofu Dad, Moonbyul | Jeon Dawoon, Coco Tofu Dad        | Jeon Dawoon, Coco Tofu Dad   | 4:09     |  |
| 20:08                 |                     |                                      |                                   |                              |          |  |

## Reconocimientos

### Premios y nominaciones
| Año  | Evento             | Premio                 | Resultado | Ref.   |
| ---- | ------------------ | ---------------------- | --------- | ------ |
| 2021 | Golden Disk Awards | Album Division Bonsang | Nominado  | [ 11 ] |

## Posicionamiento en listas
| Lista (2020)                     | Mejor posición |
| -------------------------------- | -------------- |
| Corea del Sur (Gaon Album Chart) | 2              |
| Japón (Oricon)                   | 4              |